# Deensen
Deensen település Németországban, azon belül Alsó-Szászország tartományban. Lakosainak száma 1406 fő (2023. december 31.). Deensen Arholzen és Stadtoldendorf községekkel határos.

## Népesség
A település népességének változása:
| Lakosok száma | 1382 | 1381 | 1336 | 1346 | 1407 | 1406 |
|               | 2016 | 2017 | 2019 | 2021 | 2022 | 2023 |